# Sân bay Molde, Årø
Sân bay Molde, Årø (IATA: MOL, ICAO: ENML) (tiếng Na Uy: Molde lufthavn, Årø) là một sân bay phục vụ thành phố Molde, Møre og Romsdal và quận bao quanh Romsdal, nằm cách thành phố 6 km về phía đông. Sau khi khánh thành năm 1972, các tuyến bay chủ yếu nối với Oslo, Bergen và Trondheim. Năm 2005, sân bay này đã phục vụ 348.022 lượt khách.
Năm 2005, sân bay này trở thành sân bay quốc tế. Đường băng đã được kéo dài từ 1980 lên 2050 m vào đầu năm 2008. Ngoài ra, nhà ga cũng vừa được nâng cấp.

## Các hãng hàng không và các tuyến bay
- Air Europa (Las Palmas)
- Scandinavian Airlines (Bergen, Oslo, Trondheim, Souda)

### Các hãng vận tải hàng hóa
- Air Iceland (Akureyri)
- West Air Sweden (Ålesund, Oslo)